# 第一地平线银行
第一地平線銀行（英語：First Horizon Bank）是美國一家總部位於田納西州孟菲斯市的地區性銀行，隸屬於第一地平線公司（First Horizon Corporation）。該行創立於1864年，原名「第一田納西銀行」（First Tennessee Bank），2020年改為現名。第一地平線銀行是美國南部重要的金融機構之一，於紐約證券交易所上市（代碼：FHN），截至2023年底管理資產約825億美元。

## 歷史
第一地平線銀行的歷史可追溯至美國南北戰爭時期，具有超過160年的歷史。
- 1864年：由 Frank S. Davis 在田納西州孟菲斯市創立，當時名為 First National Bank of Memphis，是當地首家獲得聯邦認可的銀行之一。[4]
- 1895年–1930年代：銀行逐步擴展業務，並成功度過1893年恐慌與1929年大蕭條等金融危機，奠定其在田納西州的區域性地位。
- 1977年：為反映業務集中於田納西州，更名為 First Tennessee Bank，成為地區品牌。
- 1980–1990年代：銀行加快收購腳步，陸續併購多家小型銀行，拓展至北卡羅來納州、阿肯色州與密西西比州等地。
- 2000年代初：成立 First Horizon National Corporation 作為控股公司，進一步向企業金融、財富管理等領域多元化發展。
- 2007–2009年金融危機期間：銀行收縮部分非核心業務，如出售旗下抵押子公司 First Horizon Home Loans。
- 2017年：收購北卡羅來納州 Capital Bank，進一步鞏固東南部市場。
- 2019年11月：宣布與路易斯安那州的 Iberiabank 合併，該合併為兩家銀行以「平等合併」（merger of equals）方式進行，合併後的實體保留 First Horizon 名稱，資產總額超過 750 億美元。[5]
- 2020年6月：正式完成與 Iberiabank 的合併交易，並啟用新品牌「First Horizon Bank」，放棄原「First Tennessee」名稱，標誌企業從地區型邁向全國性銀行。
- 2022年2月：道明銀行（TD Bank）宣布以約134億美元收購 First Horizon，若成功將為 TD 在美國的重要佈局。[6]
- 2023年5月：TD Bank 宣布終止併購，原因包括監管審查延遲與經濟環境不確定性，導致該筆交易未能完成。[7]

今天的第一地平線銀行是美國南部地區最具規模的商業銀行之一，擁有超過400個分行據點，專注於企業金融、消費貸款與財富管理等領域。

## 營運
第一地平線銀行提供多樣化金融服務，包括：
- 消費者與商業銀行業務
- 抵押與中小企業貸款
- 財富與資產管理服務
- 支援企業財資與現金管理

其業務重心集中於美國南部與東南部，設有多間地區分行與財富管理辦公室。

## 總部與建築
- 總部設於田納西州孟菲斯市中心的第一地平線大廈。

- 在諾克斯維爾設有「第一田納西廣場」（First Tennessee Plaza）辦公樓。

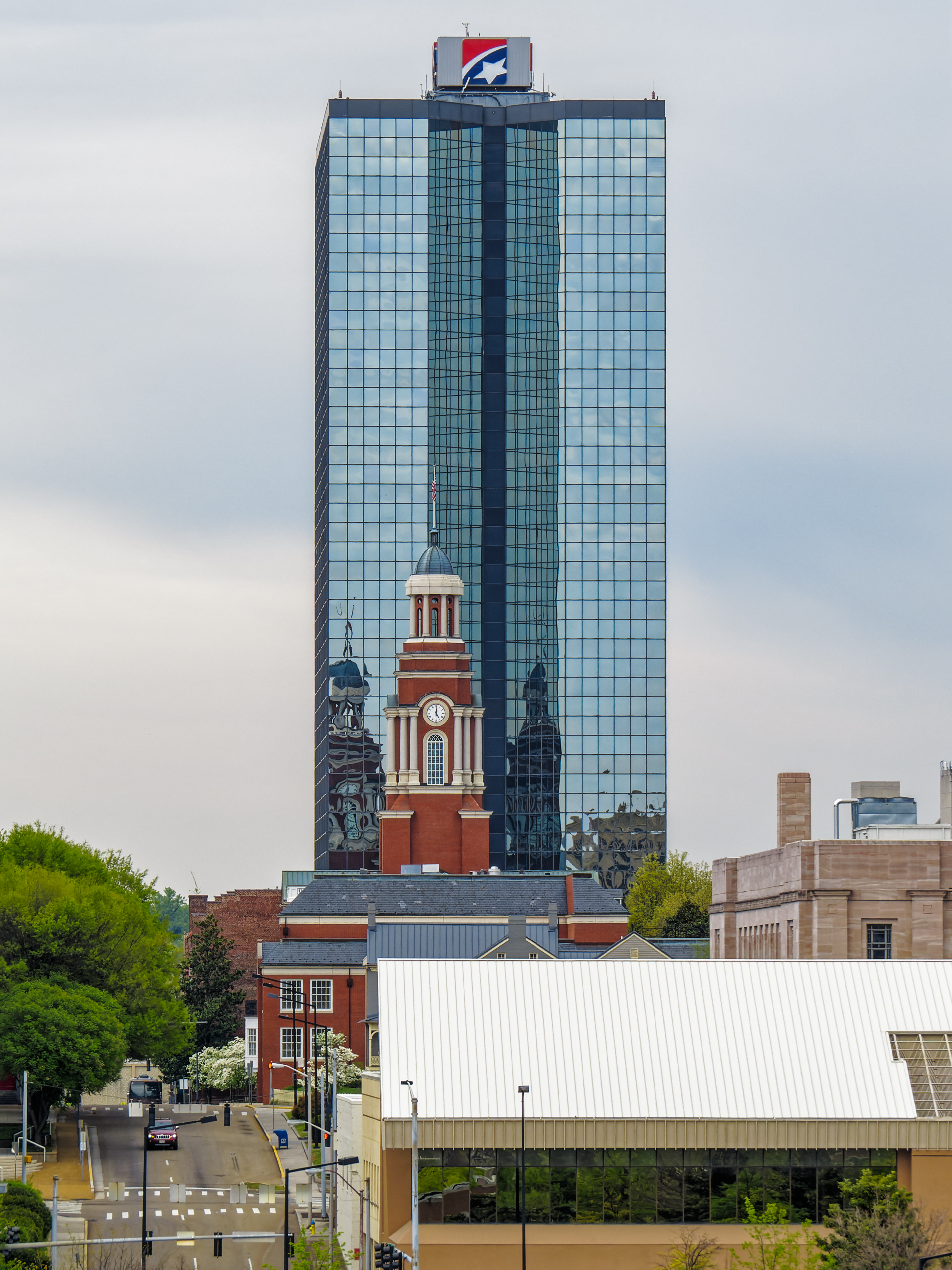
諾克斯維爾辦公樓

- 在第一田納西球場等體育場館也設有廣告與贊助關係。

## 品牌與更名
- 原名 First Tennessee Bank（第一田納西銀行），在田納西州具有高認知度。
- 2020年品牌統一更名為 First Horizon，並更新標誌以反映全國性發展願景。[8]

## 事件

### 合并平衡
2020年7月2日 — 第一地平線國家控股公司（First Horizon National Corporation）與 Iberiabank Corporation 完成「合併平衡」（merger of equals）。合併後資產總額達約 790 億美元，吸納 460 家分行，並統一以 First Horizon 名稱運營，總部維持在孟菲斯，標誌正式進入全美南部大型區域銀行行列。

### 反洗錢（AML）與監管審查問題（2023）
2023年5月，加拿大TD銀行終止對First Horizon（FHN）的134億美元收購案。官方以「監管審查過久」為由，但據S&P Global報導，合併計畫被美國聯邦準備理事會（Fed）和其他監管機構延後批准等待更多資料所阻，再加上TD銀行的反洗錢合規問題亦被點名為中止原因之一 。TD並於之後披露正配合美國司法部就其“Bank Secrecy Act（BSA）與AML體系”進行調查。

### 股價崩跌與市場恐慌

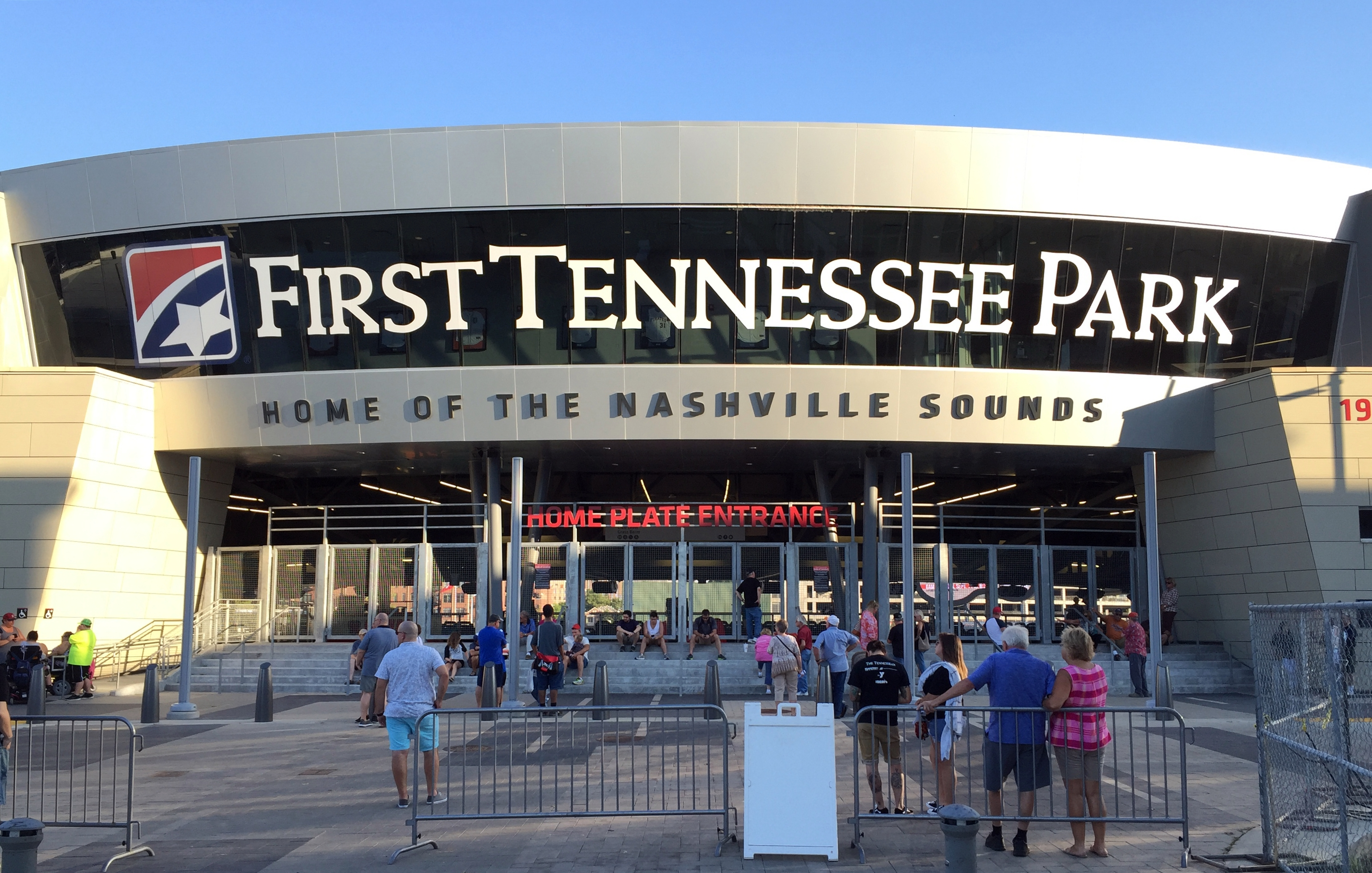
球場前的銀行標識

合併終止當日，First Horizon股價單日重挫超過30%，高達33%。此跌幅反映市場對交易失敗的擔憂，以及其可能遭遇2023年區域銀行業危機壓力未來風險。

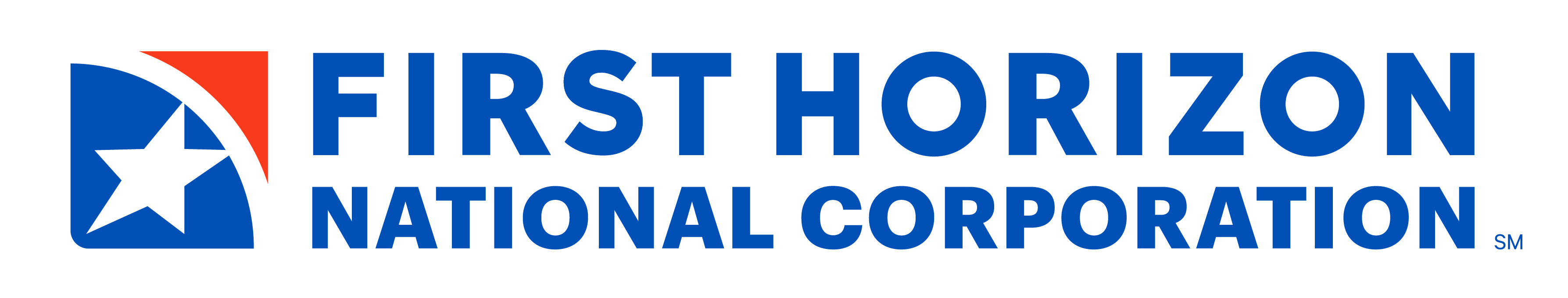
2020年起使用的新商標